# 感染制御認定臨床微生物検査技師
感染制御認定臨床微生物検査技師（かんせんせいぎょにんていりんしょうびせいぶつけんさぎし、英語: Infection Control Microbiological Technologist、略称: ICMT）とは、日本臨床微生物学会が認定運用する感染制御を専門とする臨床検査技師のこと。感染制御認定臨床微生物検査技師 (ICMT) 制度7団体協議会（日本臨床微生物学会、日本臨床検査技師会、日本臨床検査医学会、日本臨床検査同学院、日本感染症学会、日本環境感染学会、日本化学療法学会）の審査により付与される認定資格である。

## 目的
この制度は医療関連の感染制御に貢献できる感染制御認定臨床微生物検査技師の育成を図り、ICD、ICNなどと協調して質の高い効果的な感染制御を国民に提供することを目的とする。

## 感染管理専門資格
- 感染症専門医
- インフェクションコントロールドクター（ICD）
- 感染管理看護師（感染症対策看護師）（ICN）
- 感染制御専門薬剤師（ICPH）
- 感染管理歯科衛生士（感染制御歯科衛生士）（ICDH）
- 感染管理介護福祉士（ICCW）
- 滅菌技士（第一種・第二種）
- 医療環境管理士
- 医療福祉環境アドバイザー

## 感染管理組織
- 院内感染対策チーム（感染制御チーム・感染対策チーム）（ICT）
- 院内感染対策委員会（感染制御委員会・感染対策委員会）（ICC）